# Neel Doff
Cornelia Hubertina Doff, oftast kallad Neel Doff, född 27 januari 1858 i Buggenum, död 14 juli 1942 i Ixelles, var en franskspråkig belgisk författare av nederländsk härkomst; hennes modersmål var nederländska men hon skrev på franska.
Neel Doff var tredje barnet i en barnaskara på nio och upplevde i sin barndom djup fattigdom och ständiga flyttningar med familjen, bl.a. till Amsterdam, Antwerpen och Bryssel. Hon fann en inkomstkälla genom att posera för konstnärer, exakt vilka är omtvistat, men kända belgiska målare, såsom Félicien Rops och James Ensor, brukar ofta nämnas. Hon bodde en stor del av sitt liv i trakten kring Bryssel, och genom sina män kom hon i kontakt med människor som stod socialismen nära och liksom hon själv kände starkt för arbetare och fattiga. Hennes första äktenskap var med Fernand Brouez, chefredaktör för La Société nouvelle, och det andra med Georges Sérigiers, advokat från Antwerpen med progressiv samhällssyn och tillhörig samma krets av kulturpersonligheter och intellektuella som Brouez. 
I sin första bok, Jours de famine et de détresse (1911), berättar Neel Doff  i små tablåer historien om Keetje, en flicka som prostituerar sig för att kunna försörja sina yngre syskon. Med Keetje (1919) och Kettje trottin (1921) avslutade hon denna självbiografiskt färgade trilogi. Hon fortsatte dock att skriva flera skönlitterära verk och gjorde en del översättningar.
En biografi] på svenska om Neel Doff utkom 2009: Nästan. Neel Doff och den självbiografiska fällan (av Ann-Mari Gunnesson). Dessutom finns  trilogin om Keetje översatt till svenska: Keetje x 3 (2012).